# Peter Svetik
Peter Svetik, slovenski geometer in samostojni novinar, * 5. avgust 1933, Plužnje pri Cerknem, † 11. september 2011.

## Življenje
Peter Svetik se je rodil 5. avgusta 1933 v Plužnjah pri Cerknem. Mati Frančiška je bila gospodinja, oče Peter pa zidar in rudar. 
V šolskem letu 1947/1948 se je vpisal v nižjo gimnazijo v Cerknem, živel v tamkajšnjem dijaškem domu in leta 1949 vse tri razrede, vključno z malo maturo končal z odliko.
V šolskem letu 1949/1950 se je vpisal na Gradbeni tehnikum v Ljubljani - geometrski odsek in vse štiri letnike, vključno z maturo leta 1953 končal s prav dobrim uspehom.
Izobraževanje je pozneje nadaljeval ob redni zaposlitvi. Jeseni leta 1968 se je vpisal na prvo stopnjo fakultete za geodezijo na FAGG in študij uspešno končal pomladi leta 1971 ter 31. 5. 1971 dobil diplomo z nazivom inženir geodezije. Jeseni, leta 1974, se je prav tako ob delu, vpisal na VEKŠ v Mariboru in študij uspešno končal z diplomo 15. 5. 1980 z oceno odlično in Kidričevo nagrado ter dobil naziv – diplomirani ekonomist tehnične smeri.
Jeseni 1953 je šel služit vojaški rok za rezervne oficirje v Zadru. Leta 1954 je vojaško šolo končal kot rezervni oficir.
15. septembra 1954 se je kot geometer zaposlil na Geodetskem zavodu v Ljubljani. Delal je na novi izmeri, tehničnih izmerah in drugih meritvah po raznih krajih Slovenije, največ v Prekmurju in na Kočevskem. Strokovni izpit je opravil leta 1957. Na zavodu je deloval do 30. septembra 1971, dobrih 17 let.
Nato je šest let delal kot vodja oddelka za dokumentacijo najprej na Zavodu SRS za regionalno prostorsko planiranje, ki se je sredi leta 1975 preimenoval v Zavod SRS za družbeno planiranje. Od tam je za dve leti in pol odšel na Geodetsko upravo RS (od 1. 7. 1978 do 31. 12. 1980). Le za 10 mesecev je bil nato posojen v pomoč novoustanovljenemu Centru za družbeni sistem informiranja (CEDSI), od 1. 1. 1981 - 31. 10. 1981, nakar se je vrnil na Republiško geodetsko upravo kot vodja dokumentacijskega centra, kjer je deloval leto in pol (1. 11. 1981 - 30. 4. 1983).
Ker je bil na skupščini delegatov izvoljen za sekretarja Medobčinske gospodarske zbornice, se je 1. maja 1983 preselil na to ustanovo in tam vodil delo do 30. novembra 1985, 2 leti in 7 mesecev. 1. decembra 1985 se je preselil nazaj na Republiško geodetsko upravo kot namestnik direktorja in tam ostal dobra 4 leta, do 31. 1. 1990. Svojo delovno pot je zaključil na Komercialni in hipotekami banki 31. oktobra 1990 zaradi stečaja banke in odšel v prisilni predčasni pokoj z nekaj več kot 36 leti delovne dobe. Na prošnjo stečajnega upravitelja je pogodbeno še nekaj mesecev sodeloval pri stečajnem postopku banke.
Od junija 1991 do likvidacije časopisa je kot samostojni novinar in urednik sodeloval pri dnevniku Slovenec. Po letu 1995 se je povsem posvetil prostovoljnemu delu pri projektu GEOSS in pri Turistično-športnem društvu Kostel. Začel je pisati svoje spomine in pripravil več knjig o svoji mladosti, svojem življenju in delu in jih v nekaj izvodih pripravil za svojce in najboljše prijatelje.
Proti koncu 20. stoletja je začel pisati tudi knjige o Geossu in o Kostelu. Pripravil je doslej edinstveno knjigo ob 50-letnici svoje generacije geometrov z naslovom Naši mejniki. Nekaj malega je pisal v razne revije in časopise, stalno pa v turistično revijo Lipov list. Deluje tudi v raznih organih TZS.
Pokopan je pri Fari v Kostelu.

## Delo

### Dela in projekti v delovnem času
S svojim dosedanjim delovanjem je izvedel več nalog in projektov. Spodaj je navedenih le nekaj.
- Na Geodetskem zavodu zasnoval in izdelal za Sekretariat za urbanizem Atlas regionalne prostorske dokumentacije in Atlas kmetijskih zemljišč,
- organiziral dokumentacijski oddelek na Zavodu za regionalno prostorsko planiranje (ZRPP),
- na ZRPP zasnoval in izvedel projekt kartografskih prikazov stanja in razvojnih možnosti v prostoru z atlasom Stanje in razvojne možnosti v prostoru v dveh izdajah (1971 in 1973),
- na ZRPP zasnoval in dolga leta urejal Informativni bilten zavoda, tako imenovane Zelene publikacije in druge strokovne edicije,
- na Republiški geodetski upravi (RGU) je osnoval oddelek geodetske dokumentacije,
- Na RGU je zasnoval in s sodelavci izvedel dva pomembna projekta geodetskih evidenc: ROTE (register območij teritorialnih enot) in EHIŠ (evidenca hišnih številk),
- na RGU je zasnoval in vodil sistematični razvoj slovenske splošne kartografije,
- na RGU je zasnoval in urejal Obvestila, mesečni informativni bilten za geodetsko službo in geodetske delovne organizacije,
- na RGU je pripravil in uredil več publikacij: Geodetska služba ob 35-letnici, Geodetska služba ob 40-letnici leta 1979 in 1984,
- Komisija vlade RS za standardizacijo zemljepisnih imen, predsednik od leta 1986 do 1991.

### Dela in projekti, opravljeni prostovoljno
Od del in projektov, ki jih je opravil v svojem prostem času - prostovoljno, sta najpomembnejša dva: 
- Geometrično središče Slovenije - Geoss (1981),
- Slovenska geodetska zbirka na gradu Bogenšperk (1987).

Ostala dela in projekti:
- na takratni Raziskovalni skupnosti (RS) SRS je vodil odbor za raziskovalno dejavnost s področja arhitekture, gradbeništva in geodezije in uvedel sistematično načrtovanje raziskovalnih nalog,
- v krajevni skupnosti Poljane je več let vodil komisijo za urejanje prostora,
- na krajevni skupnosti je zasnoval in izvedel posebno publikacijo Kje tebe čevelj žuli,
- Zasnoval, izdelal in ves čas vodil projekt, ki smo ga najprej imenovali Vače 81 - revitalizacija naravnih, zgodovinskih, kulturnih, narodnostnih in drugih vrednot na območju geometričnega središča Slovenije - Geoss, kot ga imenujemo vse od slavnostne otvoritve 4. 7. 1982,
- bil je pobudnik za dostojno počastitev 300-letnice Valvasorjeve Slave Vojvodine Kranjske, osnoval je pripravljalni odbor in sodeloval pri pripravi simpozija, zbornika, razstave in drugih prireditev,
- organiziral je (s Primožem Lemežem) turistični avtorally Geoss leta 1993, ki poslej poteka vsako leto,
- od leta 1990 je stalno spremljal razstave kiparja Draga Koširja (1921–2010)[2] in pripravljal otvoritvene govore
- za TZS je od leta 1999 do 2007 vodil projekt razvoja slovenske turistične kartografije,
- Zasnoval in vodil je projekt Slovenska kartografska zbirka na gradu Bogenšperk in ga s sodelavci z otvoritvijo zbirke leta 18. septembra 1987 uspešno dokončal.
- vrsto nalog in manjših projektov vse od leta 1992 opravlja za Turistično-športno društvo Kostel.

## Knjige
Med knjigami je največ takih, pri katerih je le sodeloval (oprema, ilustracije, posamezni teksti itd), nekaj pa povsem samostojnih. Teh je nastalo največ po odhodu v pokoj.
- Vaje iz geografije za 6. razred, kartografska oprema, Mladinska knjiga 1967, več ponatisov,
- Vaje iz geografije za 7. razred., kot zgoraj,
- Vaje iz geografije za 8. razred, kot zgoraj,
- Vaje iz zgodovine za 6. Razred, kartografska oprema, DZS, 1968, več ponatisov,
- Vaje iz zgodovine za 7. Razred, kartografska oprem, DZS, 1969, več ponatisov,
- Vaje iz zgodovine za 8. Razred, kartografska oprema, DZS, 1969, več ponatisov,
- Zgodovina za tehnične šole, kartografska oprema, DZS, 1972, več ponatisov,
- Leksikon Cankarjeve založbe, kartografska oprema, CZ, 1973, več ponatisov,
- Zgodovina 8, kartografska oprema, DZS, 1973, več ponatisov,
- Zgodovina 6, kartografska oprema, DZS, 1976, več ponatisov,
- Zgodovina za usmerjeno izobraževanje, kartografska oprema, DZS, 1977, več ponatisov,
- Zgodovina za srednje usmerjeno izobraževanje 2, kartografska oprema, DZS, 1978, več ponatisov,
- Moja ožja domovina, ilustracije in kartografska oprema, DZS, 1979, več ponatisov,
- Zgodovina za srednje usmerjeno izobraževanje 1, kartogr. oprema, DZS, 1981, več ponatisov,
- Orientiranje v naravi (z Rotarjem in Prosenom), Mladinska knjiga, Ljubljana, 1981,
- Zgodovina za srednje usmerjeno izobraževanje 3, kartogr. oprema, DZS, 1983, več ponatisov,
- Območje geometričnega središča Slovenije, vodnik, uredil in napisal večji del, Društvo Geoss, 1984,
- Zbornik za zgodovino in naravoslovja in tehnike, Oris razvoja geodezije na Slovenskem, 1989,
- Slovenija, te poznam?, več prispevkov v knjigi Petra Zalokarja, samozaložba 1990,
- Pavlihova pratika, Obisk v središču Slovenije, 22. str, Pavliha, Ljubljana 1991,
- Pavlihova pratika, Karte za prosti čas, 25 str., Pavliha, Ljubljana 1993,
- Pavlihova pratika, Bogastvo zemljevidov, 14 str., Pavliha, Ljubljana, 1994,
- Pavlihova pratika, Uničujemo najboljšo zemljo, 6 strani, Pavliha, Ljubljana, 1995,
- Pavlihova pratika. Na deželo po mir, 6 str., Pavliha, Ljubljana, 1996,
- GEOSS, vodnik, sourednik in pisec več prispevkov, Društvo Geoss, 1997,
- Kostelske drobtine, samostojna knjiga, TŠD Kostel, 2000,
- Edinost, sreča, sprava..., zbornik govorov v Geossu, Društvo Geoss, 2000,
- Moja mladost, zbirka črtic, samozaložba, Ljubljana, 2001,
- Redenice, zbirka črtic, prigodnic in pesmi, samozaložba, Ljubljana, 2001,
- V srcu Slovenije, kronika petine stoletja Geossa, Društvo Geoss, 2001,
- Kostelski biseri, samostojna knjiga, TŠD Kostel, 2001, (predstavitev 29. 9. 01 v Kostelu)
- Potna pot, življenje in delo, samozaložba, Ljubljana, 2002
- Dregda, obširen pregled razvoja pokrajine Kostel, TŠD Kostel, 2002 (Fara, 11. 10. 02)
- Naši mejniki, kronologija moje generacije geometrov, samozaložba sošolcev, Maribor, 2003 (14.5.03)
- Kada se rakija pali, se žajfa, vse o žganih pijačah, TŠD Kostel 2003 (Fara, 26. 10.03)
- Čas beži, ob 30-letnici Društva upokojencev Poljane, DU Poljane, marec 2004,
- Življenje in delo, kratek pregled moje dejavnosti, samozaložba, Ljubljana 2005,
- Kontrasti časa, nekaj utrinkov o moji mladosti in sreči, samozaložba, Ljubljana 2005,
- Turizem smo ljudje, zbornik ob 100-letnici TZS, dva analitično-raziskovalna daljša prispevka o prostovoljstvu in turistični kartografiji, Ljubljana 2005
- Krošnjar, vodnik po pokrajini Kostel, TŠD Kostel 2005
- Voščila in druge pesmi, samozaložba, Ljubljana 2007,
- Korenine turizma, ob jubileju, 15-letnici Turistično-športnega društva Kostel, Kostel 2007.
- Kostelske drobtine, izbrane kostelske jedi, druga dopolnjena izdaja, TŠD Kostel 2009
- V srcu Slovenije, druga dopolnjena izdaja, Društvo GEOSS 2009.

Razen tega je uredil ali neposredno sodeloval še pri več knjigah in zbornikih (Ostali smo zvesti tebi, zemlja doma-ča (dve knjigi), 100 let TZS, v knjigah S. Sitarja itd.

## Priznanja in nagrade
Prvo priznanje je dobil šele leta 1976, po 22 letih prizadevanj na strokovnem, sindikalnem, družbenem, kulturnem in na drugih področjih. Po tem letu so si priznanja sledila pogosto. Največ jih je dobil v letu 1986, kar 5.
- Bronasta plaketa ZRVSS, Občinski odbor Ljubljana Center, 22. 12. 1976,
- Zaslužni član Zveze geodetov Slovenije, M. Sobota, 1977,
- Zlata značka s plaketo KS Poljane za zasluge pri razvoju KS, 13. 10. 1978,
- Plaketa za zasluge pri razvoju geodetske službe v Sloveniji ob 35-letnici te službe, Lj. december 1978,
- Pohvala komande TO Slovenije za požrtvovalno delo pri razvo¬ju TO, Lj. 22. 12. 1978,
- Orden za vojaške zasluge s srebrnim vencem, Ljubljana, 1.5. 1979,
- Priznanje   10  sindikata Zavoda za družbeno planiranje za uspešno sindikalno delo, Ljubljana, 1. 5. 1979,
- Pohvala komande Rep. štaba TO Slovenije za vestno vzgojno delo enot, Ljubljana, 22. 12. 1980,
- Mladika ROTE, priznanje RGU za uspešno koncipiranje in vodenje evidenc ROTE in EHIŠ, Lj. 28. 12. 1980,
- Kidričeva nagrada za odlično diplomsko delo, Univerza Maribor, 8. 2. 1981,
- Zaslužni član Zveze geodetskih inženirjev in geometrov Jugoslavije, Beograd, 16. 10. 1981,
- Priznanje občine Litija za uspešno delo pri razvoju projekta Geoss, Litija, 24. 12. 1982,
- Zaslužni član Zveze inž. in tehnikov Slovenije za zasluge pri razvoju organizacije, Lj., 7. 6. 1983,
- Srebrna značka s priznanjem Mladinske knjige za vzgojno delo v reviji Pionir, Lj., 24. 10. 1983,
- Pohvala OŠTO Center za uspešno usposabljanje enot TO Občine Center, Lj,. 22. 12. 1983,
- Družbeno priznanje KS Vače za požrtvovalno delo pri revitalizaciji kraja, Vače, 8. 7. 1984,
- Turistični nagelj za uspešno delo pri projektu Geoss in razvoju turizma, Lj., 14. 10. 1985,
- Situla z Vač, za uspehe pri razvoju projekta Geoss in kraja, TD Vače, 17. 10. 1985,
- Valvasorjeva plaketa za delo v kulturi občine, občina Litija, Bogenšperk, 1.2. 1986,
- Srebrna značka s priznanjem OF občine Ljubljana Center, Lj. 24.4. 1986,
- Srebrna značka TZ Slovenije za zasluge pri razvoju turizma, Lj., 19.9. 1986,
- Plaketa za večletno delo pri Geodetskem vestniku, ZGS, Rogla, 17. 10. 1986,
- Pohvala RŠ TO Slovenije za delo v enotah teritorialne obrambe, Lj.,22. 12. 1986,
- Zaslužni član Zveze inž. in tehn. Jugoslavije, Rogla, 17. 10. 1987,
- Red dela z zlatima vencem, predsedstvo SFRJ, Beograd, 15. 10.	1987,
- Priznanje Mestnega štaba za TO za dolgoletno uspešno delo, Ljubljana, 22. 12. 1987,
- Zahvala za pomoč pri razvoju geodetske službe v občini Domžale, občina Domžale, 1987,
- Priznanje za prizadevno delo pri vzpostavitvi geodetske zbirke, Zveza geodetov Slovenije, Ljubljana, 15. 10. 1987,
- Priznanje Republ. sekretar, za ljudsko obrambo Slovenije za zasluge pri razvoju SLO in DS, 22. 12. 1987,
- Častni član Zveze geodetskih inž in geometrov Jugoslavije, Beograd, maj 1988,
- Valvasorjev srebrnik, za zasluge ob 300-letnici Valvasorja, RK SZDL, Ljubljana, 8. 2. 1990,
- Priznanje za dolgoletno prostovoljno delo v turizmu, TZS, 2001.
- Zahvala za dolgoletno delo pri ohranjanju Valvasorjeve dediščine, Bogenšperk, 16. 5. 2002,
- Zlata značka TZS za dolgoletno tvorno delo v turizmu, Fara, 11.10.2002,
- Situla - steklena iz Rogaške, ob 70-letnici, Geoss ob odprtju spomenika Rodoljubu, 17. 5. 2003,
- Valvasorjev zlatnik, priznanje občine Litija ob moji 70-letnici, Geoss, 2. 8. 2003,
- Častni znak svobode, odlikovanje predsednika države za dosežke v geodeziji, pri projektu Geoss in za dejanja kulturno-turističnega pomena, Ljubljana, 23. 12. 2003,
- Posebno priznanje Turistične zveze Slovenije za razvoj društvene organizacije in slovenskega turizma, Ljubljana, 21.5. 2005.
- Srebrnik Občine Litije za požrtvovalno prostovoljno delo pri razvoju domoljubnega projekta Geometričnega središča Slovenije, Geoss, 10.6.2006.